# Indorock
Indorock (nicht zu verwechseln mit Indierock) ist vornehmlich Instrumentalmusik der Richtung Rock ’n’ Roll, die von Musikern gespielt wird, die aus der ehemaligen Kolonie Niederländisch-Indien stammen.
Obwohl der Begriff Indo verwendet wird, betraf er gleichwohl die Nachkommen aus niederländisch-asiatischen Verbindungen, als auch Niederländer mit vollständigem indonesischen Migrationshintergrund. Diese Musik wurde von diesen und auch den Molukkern in den späten 1950er Jahren gespielt und war von der Rock-’n’-Roll-Musik aus den USA wie auch der Instrumentalmusik der Shadows, The Ventures und The String-A-Longs inspiriert.
Obwohl diese Musik hauptsächlich von Mitte der fünfziger bis in die Mitte der sechziger Jahre gespielt wurde, mit einer Blütezeit von 1960 bis 1963, wurde von Fans dieser Musikrichtung erst Mitte der 1970er Jahre die Genrebezeichnung „Indorock“ geprägt und schließlich in den achtziger Jahren weithin bekannt.

## Entstehungsgeschichte
In den Jahren nach der Unabhängigkeitserklärung Indonesiens von 1945 kamen Niederländer, indische Niederländer (bereits Indos genannt) und die von Niederländern so genannten „Inlander“ (Ureinwohner), die für das niederländische Kolonialregime kämpften, in die Niederlande. In den Nachkriegsjahren war Musik eine willkommene Ablenkung. Die seinerzeit aktuellste, amerikanische Musikrichtung war der Rock ’n’ Roll und er erreichte die Niederlande Mitte der 1950er Jahre und wurde hier schnell von den aus Indonesien stammenden Niederländern adaptiert. Diese waren schon vertraut mit amerikanischer Countrymusik und den akustischen Experimenten des US-amerikanischen Gitarristen Les Pauls und nahmen den Rock ’n’ Roll daher recht schnell auf. Der Indorock war geboren.
Gegen Ende der 1980er Jahre kam es zu einem Revival des Indorocks.

## Show
Die Tielman Brothers aus Breda, in Indonesien noch als The Timor Rhythm Brothers bekannt, traten mit großem Erfolg auf der Expo 58 auf und veröffentlichten in jenem Jahr auch die erste niederländische Rock-’n’-Roll-Single (Rock Little Baby Of Mine). Es entstanden Arbeiten in Deutschland, wo sie mit den frühen Beatles zusammenarbeiteten. George Harrison, besonders beeindruckt von der Bühnenpräsentation Andy Tielmans, sprach später von ihm als „Andy, the Indo-Man“.
Kennzeichnend für die Art des Spiels der indonesischen Bands war unter anderem das sogenannte „Gadahngang“, eine Art Klimpern (ein doppelter Anschlag nach dem Backbeat), das ursprünglich aus der Krontjongmusik stammt, einer in der Kolonialzeit unter portugiesischem Einfluss entstanden Musikrichtung aus Java.
Niederländer nennen dies auch plenken, das vermutlich vom englischen Wort plank (‚Brett‘) stammt. Dies rührt mutmaßlich daher, dass die Musiker recht schnell zu elektrischen Gitarren wechselten, die keinen Resonanzkörper mehr hatten und wie ein solides Brett in der Hand lagen. Ein zusätzlicher Rhythmusgitarrist oder manchmal ein zweiter Sologitarrist unterstützte den ersten Sologitarristen mit verstärkten Akzenten, Gegenrhythmen oder schwereren Basslinien, gespielt über zwei oder drei Saiten. In einigen Fällen wurde die Bariton-E-Gitarre innovativ als zusätzliches Soloinstrument eingesetzt (auch bekannt als „6-saitiger Bass“, wie er unter anderem in den späteren Hits von Hank the Knife and the Jets gespielt wurde).

## Die Namen

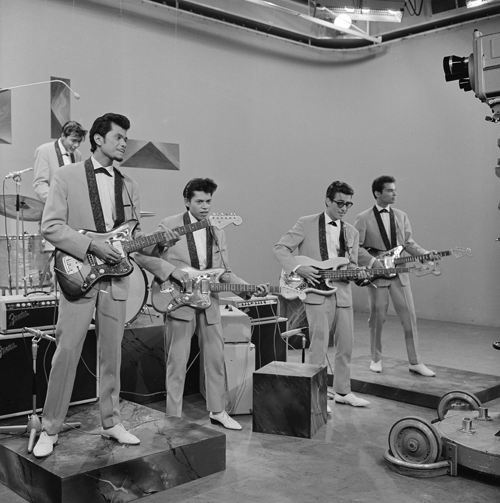
The Crazy Rockers

Der Indorock war vornehmlich in Den Haag stark vertreten, wo Bands auftraten wie The Crazy Rockers, The Real Room Rockers, The Black Dynamites, The Black Magics, The Desmounts, The Hot Jumpers, The Fire Devils, The Twangies, The Black Eye oder The Eastern Aces und The Valiants.
Reine Gitarrenbands wie Willy and his Giants oder René and The Alligators wurden vom Indorock beeinflusst, gehörten aber mehr zur Kategorie Nederrock (vergleichbar dem Deutschrock in Deutschland). Die The Jumping Jewels waren auf den Fender-Stratocaster-Sound der Gruppe The Shadows festgelegt.
Die bekannteste Band waren die Tielman Brothers, aber andere Bands hatten auch ihren Namen. So z. B. Electric Johnny and his Skyrockets aus Rotterdam ihren speziellen südamerikanischen Rockstil (eine Mischung aus Indorock mit lateinamerikanischer Musik). Gefolgt von den Rotterdamern Oety & his Real Rockers und The Javalins, welche auch in Deutschland auftraten. Aus Dordrecht stammten die Sheridans, bei denen Kaz Lux Mitglied war. Die aus Den Haag stammenden Black Dynamites und die Crazy Rockers (dabei auch Mitglieder, die aus Surinam stammten) traten auch in Deutschland auf. The Javelins (nicht zu verwechseln mit der Gruppe um den Deep-Purple-Sänger Ian Gillan The Javalins) war die erste berühmte niederländische Übersee-Rockband die die Grundlage für alle nachfolgenden Bands aus den Provinzen, die noch folgen sollten, bildeten; sie waren auch im Nachbarland Belgien recht bekannt. Es gab viele Indorockbands, die wiederum viele andere Musiker inspiriert haben.
Es gibt heute mehrere kleinere Plattenlabels, die sich auf die Veröffentlichung von nostalgischem Indorock spezialisiert haben.

## Diskriminierung
An ihren Wohnorten in den Niederlanden erlebten viele Indos in den 1950er Jahren Diskriminierung, u. a. durch Parolen, die an die Wände gekalkt wurden. Später, im Jahr 1960, bedachten die Fernsehmoderatoren Willem Duys und Mies Bouwman nach einem Auftritt der Tielman Brothers diese mit (angeblich) diskriminierenden Kommentaren („... sehen aus wie ein Haufen Affen mit langen Haaren/aus dem Dschungel“). Dies war einer der Gründe, warum sie und andere Indobands ihre Auftritte in Deutschland mit größerem Erfolg fortsetzten.

## Niedergang
Ab Mitte der 1960er Jahre schwand die Popularität des Indorocks. Nachdem sie noch 1964 darum kämpften, einen weiteren Hit zu platzieren, liefen ihnen Beatles und in ihrem Gefolge die British Invasion, bestehend aus The Rolling Stones, The Kinks, The Who und weiteren Singer-Songwriter-Bands, den Beliebtheitsrang ab.
Neben dem Indorock gab es in der Zeit von 1959 bis 1963 indische Teenager-Pop-Idole wie Lydia & The Melody Strings (Hit: Send Me The Pillow von 1959), The Blue Diamonds, Anneke Grönloh, Margie Ball und Wanda. Dies wird als Indopop bezeichnet.

## Fazit
Obwohl der Hit von 1960, Kom van dat dak af von Peter Koelewijn, oft als der Auftakt für den Rock ’n’ Roll in den Niederlanden gesehen wird, muss angemerkt werden, dass ein Großteil dieser Ehre mehr den indischen und molukkischen Bands gebührt, die wirklich die ersten waren, die Rock ’n’ Roll in den Niederlanden machten.
Dieses Missverständnis ist zum Teil auf den begrenzten Erfolg der Indorockbands zurückzuführen und zum Teil auf die Tatsache, dass die besten Gruppen (Tielman Brothers, Black Dynamites, Oety & his Real Rockers, Javalins, Crazy Rockers) mehr im Ausland auftraten (so in Deutschland) als in den Niederlanden.
In den späten achtziger Jahren erhielten die Indorocker nachträgliche Anerkennung, hauptsächlich durch die Arbeit des Musikers und Musikwissenschaftlers Lutgard Mutsaers mit seiner Monografie Rockin' Ramona (ursprünglich der Titel eines Albums der Black Dynamites), die ein umfangreiches Bild des Indorocks präsentierte.
„Rock ’n’ Roller“ der heutigen Generation verleihen dem Begriff Indorock eine eigene Identität, wie die Band Tjendol Sunrise, die durch ihre Shows ihr Publikum an die 50er und 60er Jahre erinnert und ihm einen Einblick geben, wie der niederländische Rock ’n’ Roll entstanden ist und wie er damals klang.